# Cerradomys
Cerradomys är ett släkte i familjen hamsterartade gnagare med arter som förekommer i Sydamerika.

## Taxonomi
Tillhörande arter listades fram till 2006 i släktet risråttor (Oryzomys). Det nya släktet etablerades på grund av genetiska differenser mellan släktets medlemmar och andra risråttor. Dessutom har arternas trampdynor på bakfoten gemensamma egenskaper som skiljer dem från risråttor. Det vetenskapliga släktnamnet är sammansatt av den geografiska beteckningen Cerradon (savannlandskap där släktet förekommer) och det gammalgrekiska ordet mys (mus).

## Utseende
På ovansidan har håren gula och röda avsnitt vad som ger ett spräckligt utseende. Beroende på art är övergången till den ljusgråa till vita undersidan skarp eller inte. Hos alla arter är undersidans hår nära roten mörkgråa. Huvudet kännetecknas av små öron och medellånga morrhår. Typiskt är hårtofsar på bakfotens tår som täcker klorna. I motsats till egentliga risråttor bildar muskelgruppen hypotenar en tydlig vulst. Hos släktets medlemmar är svansen längre än huvud och bål tillsammans och på ovansidan oftast mörk. Vid hannarnas penis har ollonet en annan form jämförd med närbesläktade gnagare.
Arterna i släktet Cerradomys blir utan svans 118 till 185 mm långa och svanslängden är 129 till 210 mm. Hos några arter har huvudet en avvikande pälsfärg.

## Arter, utbredning, ekologi och hotstatus
IUCN listar följande arter:
- Cerradomys maracajuensis lever i centrala Brasilien, nordöstra Bolivia och norra Paraguay.
- Cerradomys marinhus hittas endast i Grande Sertão Veredas nationalpark och angränsande regioner nordöst om Brasilia.
- Cerradomys scotti har nästan samma utbredningsområde som Cerradomys maracajuensis.
- Cerradomys subflavus förekommer i östra Brasilien.

Dessa gnagare vistas i fuktiga skogar, i savanner med trädgrupper och i galleriskogar. Alla arter listas av IUCN som livskraftig (LC) och inga hot är kända.